# Witold Kochan
Witold Zygmunt Kochan (ur. 31 października 1956 w Stalowej Woli) – polski polityk i samorządowiec, od 2005 do 2006 wojewoda małopolski, poseł na Sejm VI kadencji, burmistrz Gorlic w latach 2010–2014.

## Życiorys
Ukończył studia z zakresu socjologii na Uniwersytecie Jagiellońskim. W latach 1990–1999 był kierownikiem Rejonowego Biura Pracy w Gorlicach. W 1999 został dyrektorem oddziału Agencji Rozwoju Regionu Krakowskiego, w 2000 dyrektorem Gorlickiego Ośrodka Wspierania Przedsiębiorczości i przedstawicielem Specjalnej Strefy Ekonomicznej „Euro-Park” Mielec w Gorlicach. Od 1998 do 2002 zasiadał w sejmiku małopolskim I kadencji z listy Akcji Wyborczej Solidarność. W latach 2002–2005 pełnił funkcje radnego powiatu gorlickiego (z ramienia Małopolskiego Ruchu Samorządowego Ziemi Gorlickiej) oraz starosty tego powiatu.
Działał w Prawie i Sprawiedliwości; w wyborach parlamentarnych w 2005 bezskutecznie kandydował z nowosądeckiej listy tej partii do Sejmu. W grudniu 2005 powołano go na stanowisko wojewody małopolskiego w rządzie Kazimierza Marcinkiewicza; odwołano go z tej funkcji w sierpniu 2006. W listopadzie 2006 ponownie został radnym powiatu, powołano go na urząd wicestarosty. Związał się następnie z Platformą Obywatelską. Z jej listy w wyborach parlamentarnych w 2007 uzyskał mandat poselski. Kandydując w okręgu nowosądeckim, otrzymał 8515 głosów. W 2010 został wybrany na urząd burmistrza Gorlic, odchodząc w konsekwencji z parlamentu. W 2014, startując z własnego komitetu, nie uzyskał reelekcji na kolejną kadencję (przegrał w drugiej turze). Nie został również wówczas z listy PO wybrany do sejmiku. W wyniku wyborów w 2018 powrócił w skład rady powiatu gorlickiego. Mandat utrzymał również w wyborach w 2024.
Z ramienia Koalicji Obywatelskiej startował do Sejmu w 2019 i 2023.